# Приключения Шерлока Холмса (фильм, 1905)
«Приключения Ше́рлока Хо́лмса» (англ. Adventures of Sherlock Holmes), в британском прокате — «Похищенная ради выкупа» (англ. Held for a Ransom) — американский короткометражный фильм режиссёра Джеймса Стюарта Блэктона по сценарию Теодора Либлера-младшего, вышедший на экраны в 1905 году. 
По-видимому, первая попытка экранизации произведений Артура Конана Дойла о Шерлоке Холмсе (не считая 49-секундного фильма «Озадаченный Шерлок Холмс» 1900 года). Немой фильм представлял собой один ролик киноплёнки (то есть, имел продолжительность от 8 до 14 минут). Фильм не сохранился, однако в библиотеке Конгресса хранятся 14 футов бумажных оттисков с киноплёнки.

## Сюжет
Поскольку фильм не сохранился, сюжет досконально не известен. Известно лишь, что в качестве литературной основы была взята повесть Артура Конана Дойла «Знак четырёх» (учитывая небольшую продолжительность фильма, вероятно, лишь какая-то одна сюжетная линия). Возможно, в фильме рассказывалось о том, как Шерлок Холмс спасает женщину от похитителей.

## В ролях
Предположительно известны лишь исполнители трёх ролей: Морис Костелло (вероятно — Шерлок Холмс, хотя некоторые исследователи сомневаются в этом), Керл Беллью (вероятно, доктор Ватсон) и Барни Шерри (неизвестная роль). Другие исследователи полагают, что заглавную роль исполнял Брончо Билли Андерсон, так как Костелло стал сниматься в фильмах производства бруклинской кинокомпании Vitagraph, выпустившей фильм, лишь начиная с 1907 года.